# Chris Daughtry
Christopher Adam (Chris) Daughtry (Roanoke Rapids, 26 december 1979) is een Amerikaans rockmuzikant. Hij is vooral bekend als leadzanger en gitarist van de rockband Daughtry en als finalist van het vijfde seizoen in 2006 van American Idol, waarbij hij op de vierde plaats eindigde.
Nadat hij op 10 mei 2006 afviel bij American Idol tekende hij een platencontract bij RCA Records en vormde de band Daughtry. De bands titelloze debuutalbum ging binnen vijf weken tijd een miljoen keer over de toonbanken en werd daarmee het snelst verkopende debuutalbum ooit in het genre rock. Qua verkoopcijfers is Daughtry de op twee na succesvolste deelnemer aan American Idol achter Kelly Clarkson en Carrie Underwood.
Sinds het uitkomen van Daughtry's debuutalbum heeft hij samengewerkt met Nickelback, 3 Doors Down, Ed Kowalczyk, Shinedown, Timbaland, Carlos Santana, Lifehouse, Third Day, Sevendust en Theory of a Deadman.
In 2016 speelde Chris Daughtry Judas Iskariot in de 1e Amerikaanse versie van The Passion.
- Gemeinsame Normdatei: 135516420
- International Standard Name Identifier: 0000 0001 1459 3546
- Library of Congress Control Number: no2006071189
- MusicBrainz: db377c15-8bec-4b59-ae37-e971d79d019c
- Nationale Bibliotheek van Tsjechië: xx0130767
- Nationale Bibliotheek van Israël: 987007415256205171
- Virtual International Authority File: 166936090
- WorldCat: E39PBJdgXQmTgbKwRVGCmtDcyd